# Proud Mary (película)
Proud Mary es un thriller de acción estadounidense dirigido por Babak Najafi, a partir de un guion escrito por John S. Newman y Christian Swegal. La película es protagonizada por Taraji P. Henson, Jahi Winston, Billy Brown, Danny Glover,  Neal McDonough,  Xander Berkeley, y Margaret Avery. Fue estrenada el 12 de enero de 2018 por Screen Gems.

## Argumento
Mary (Taraji P. Henson) es una asesina perteneciente a una familia de mafiosos liderados por Benny (Danny Glover) quien acoge en su casa a un muchacho de nombre Danny (Jahi Winston), hijo de una víctima de Mary en uno de sus encargos tiempo atrás, que debido a que quedó sin padres terminó enredándose y trabajando para un narcotraficante al cual le llaman Tío. Mary lo recoge de un callejón en el que quedó tirado después de una golpiza que le dio su jefe (Tío) y sumado al hambre que tenía al vivir una vida precaria. Entonces Mary al ver las heridas que le habían infligido, se enfada y sale a busca de este narcotraficante para cobrar venganza al cual termina matando con un disparo en la cabeza y asesinando con el a varios de sus hombres, lo cual desata una serie de malos entendidos que al final enfrenta a las distintas bandas rivales sin saber que ella fue la causante de esa guerra entre mafiosos.
Por todo esto, Mary será la encargada de cuidar que Danny no se vea involucrado en los problemas del bajo mundo del crimen organizado, poniendo en practica sus habilidades como asesina a sueldo e intentando dejar esa vida atrás.

## Reparto
- Taraji P. Henson como Mary Goodwin.
- Billy Brown como Tom.
- Danny Glover como Benny.
- Neal McDonough como Walter.
- Xander Berkeley como Tío.
- Margaret Avery como Mina.
- Jahi Winston como Danny.
- Rade Serbedzija como Luka.

## Producción
En enero de 2017, Taraji P. Henson firmó para protagonizar Proud Mary con Screen Gemsún aún buscando asegurar un director para comenzar la producción en abril de 2017 en Boston. En febrero de 2017, la película recibió una fecha de estreno situada el 26 de enero de 2018 y Babak Najafi firmó para dirigirla el mismo día.
El 5 de abril de 2017, cuando la película comenzó producción principal, el resto del reparto fue anunciado. El 20 de julio del mismo año, el primer tráiler oficial para la película se lanzó junto con un "póster". Poco después se confirmó una nueva fecha de estreno, situándola en el 12 de enero de 2018.

## Recepción
Proud Mary ha recibido reseñas generalmente negativas de parte de la crítica y de la audiencia. En el portal de internet Rotten Tomatoes, la película posee una aprobación de 25%, basada en 76 reseñas, con una calificación de 4.2/10, mientras que de parte de la audiencia ha recibido una aprobación de 45%, basada en 1703 votos, con una calificación de 3.1/5.
La página Metacritic le ha dado a la película una puntuación de 35 de 100, basada en 23 reseñas, indicando "reseñas generalmente negativas". Las audiencias de CinemaScore le han dado una "B+" en una escala de A+ a F, mientras que en el sitio IMDb los usuarios le han dado una puntuación de 5.0/10, sobre la base de 10 093 votos. En la página web FilmAffinity la cinta tiene una calificación de 4.3/10, basada en 556 votos.